# 証道歌
証道歌（證道歌）は、247句1814文字より成るは独特の韻を踏んだ偈頌で、禅宗四部録（信心銘、証道歌、十牛図、坐禅儀）の一つ。作者は唐の永嘉玄覚大師（665～713）とされ、禅の要諦を一種の詩の形で端的に表現したものだとされる。